# The Rules of Marriage
Pour plus de détails, voir Fiche technique et Distribution.
The Rules of Marriage est un téléfilm dramatique américain réalisé par Milton Katselas et sorti en 1982.

## Fiche technique
- Titre original : The Rules of Marriage
- Réalisation : Milton Katselas
- Scénario : Reginald Rose
- Photographie : Michel Hugo
- Montage :
- Musique : Paul Chihara
- Costumes :
- Décors :
- Casting : Joyce Robinson
- Producteur : Harry R. Sherman
  - Producteur délégué : Barry Krost
  - Producteur superviseur : Marc Merson
- Sociétés de production : Brownstone Productions, Entheos Unlimited Productions et 20th Century Fox Television
- Sociétés de distribution : CBS
- Pays d'origine :  États-Unis
- Langue originale : anglais
- Format : couleur
- Genre : Drame
- Durée : 240 minutes
- Dates de sortie : 
  - États-Unis : 10 mai 1982

## Distribution
- Elizabeth Montgomery : Joan Hagen
- Elliott Gould : Michael Hagen
- Michael Murphy : Alan Murray
- Melinda Culea : Holly Stone
- Sean Astin : Charlie Hagen
- Susan Rinell : Margo Hagan
- Nancy Cartwright : Jill Murray
- Kenneth Mars : Red Hewitt
- Neva Patterson : Mme Kirby
- William Windom : George Olsen
- Lew Palter : Max Fine
- James Ray : Norbert Ashby
- Jack Riley : Herb Gallup
- James Bacon
- Katia Christine